# Département des affaires politiques et de la consolidation de la paix des Nations unies
Le Département des affaires politiques et de la consolidation de la paix des Nations unies (en anglais Department of Political and Peacebuilding Affairs ou DPPA) est un département du Secrétariat des Nations unies, chargé de suivre et d'évaluer les développements politiques mondiaux et de conseiller et d'aider le secrétaire général de l'ONU et ses envoyés dans la prévention et la résolution pacifique des conflits dans le monde.
Le département gère des missions politiques sur le terrain en Afrique, en Asie centrale et au Moyen-Orient, et a, ces dernières années, renforcé ses capacités professionnelles en matière de médiation des conflits et de diplomatie préventive. Le DPPA supervise également l'assistance électorale des Nations unies aux États membres de l'organisation. Créé en 1992, le département est également chargé d'assurer le secrétariat du Conseil de sécurité des Nations unies et de deux comités permanents créés par l'Assemblée générale concernant les droits du peuple palestinien et la décolonisation. Le DPPA est basé au siège des Nations unies à New York.
La secrétaire général adjoint aux affaires politiques en 2018 est Rosemary DiCarlo, une ancienne diplomate américaine.

## Hauts fonctionnaires
Bureaux en 2018
- Rosemary DiCarlo - Secrétaire général adjoint aux affaires politiques
- Oscar Fernandez-Taranco - Sous-Secrétaire général aux affaires politiques
- Bintou Keita - Sous-Secrétaire générale pour l’Afrique
- Miroslav Jenča - Sous-Secrétaire général pour l’Europe, l’Asie centrale et les Amériques
- Mohamed Khaled Khiari - Sous-Secrétaire général pour le Moyen-Orient, l'Asie et le Pacifique

Le 28 mars 2018, le secrétaire général des Nations unies, António Guterres, a annoncé la nomination de l'Américaine Rosemary DiCarlo, présidente du Comité national sur la politique étrangère américaine et Senior Fellow au Jackson Institute for Global Affairs de l'université Yale, au poste de secrétaire générale adjointe aux affaires politiques. Mme DiCarlo succède à l'Américain Jeffrey Feltman, qui a terminé sa mission le 31 mars 2018.

## Anciens sous-secrétaires généraux
Ce tableau énumère les anciens sous-secrétaires généraux (USG) qui ont servi :
- au sein du département des affaires politiques et du Conseil de sécurité (1952-1992) ;
- sous la direction du département des affaires politiques (1992-2019) ;
- sous le département des affaires politiques et de la consolidation de la paix (2019-).

| Anciens dirigeants du DPPA et de ses prédécesseurs, | Anciens dirigeants du DPPA et de ses prédécesseurs, | Anciens dirigeants du DPPA et de ses prédécesseurs, | Anciens dirigeants du DPPA et de ses prédécesseurs, |
| Sous-secrétaire général | Pays de nationalité                                 | Années de service                                   | Secrétaire général des Nations unies                |
| --- | --------------------------------------------------- | --------------------------------------------------- | --------------------------------------------------- |
| Konstantin Zinchenko | Union soviétique                                    | 1952                                                | Trygve Lie                                          |
| Ilya S. Tchernychev | Union soviétique                                    | 1953-1954                                           | Dag Hammarskjöld                                    |
| Dragoslav Protitch | Union soviétique                                    | 1955-1957                                           | Dag Hammarskjöld                                    |
| Anatoly F. Dobrynin | Union soviétique                                    | 1958-1959                                           | Dag Hammarskjöld                                    |
| Georgy Arkadev | Union soviétique                                    | 1960-1961                                           | Dag Hammarskjöld                                    |
| E.D. Kiselyv | Union soviétique                                    | 1962                                                | U Thant                                             |
| V.P. Suslov | Union soviétique                                    | 1963-1964                                           | U Thant                                             |
| Alexei E. Nesterenko | Union soviétique                                    | 1965-1967                                           | U Thant                                             |
| Leonid N. Kutakov | Union soviétique                                    | 1968-1972                                           | U Thant                                             |
| Arkady N. Shevchenko | Union soviétique                                    | 1973-1977                                           | Kurt Waldheim                                       |
| Mikhail D. Sytenko | Union soviétique                                    | 1978-1980                                           | Kurt Waldheim                                       |
| Viacheslav A. Ustinov | Union soviétique                                    | 1981-1986                                           | Javier Pérez de Cuéllar                             |
| Vasilly S. Safronchuk | Union soviétique                                    | 1987-1991                                           | Javier Pérez de Cuéllar                             |
| 1er mars 1992: Le Département des affaires politiques (DPA) est constitué. Le DPA absorbe le Département des affaires du Conseil politique et de sécurité, le Bureau des affaires politiques et de l'Assemblée générale et des services de secrétariat (OPGS) et le Bureau des questions politiques spéciales, de la coopération régionale, de la décolonisation et de la tutelle (SPQRCDT). |                                                     |                                                     |                                                     |
| Vladimir F. Petrovsky | Russie                                              | 1992–1993                                           | Boutros Boutros-Ghali                               |
| James O.C. Jonah | Sierra Leone                                        | 1992–1994                                           | Boutros Boutros-Ghali                               |
| Marrack Goulding | Royaume-Uni                                         | 1993–1997                                           | Boutros Boutros-Ghali                               |
| Kieran Prendergast | Royaume-Uni                                         | 1997–2005                                           | Kofi Annan                                          |
| Ibrahim Gambari | Nigeria                                             | 2005–2007                                           | Kofi Annan                                          |
| Burton Lynn Pascoe | Etats-Unis                                          | 2007–2012                                           | Ban Ki-moon                                         |
| Jeffrey D. Feltman | Etats-Unis                                          | 2012–2018                                           | Ban Ki-moon                                         |

## Missions de terrain
Depuis décembre 2016, le DPA gère les missions politiques et les bureaux d'appui à la consolidation de la paix suivants, engagés dans la prévention des conflits, le rétablissement de la paix et la consolidation de la paix après les conflits en Afrique, en Asie centrale et au Moyen-Orient :
En Afrique :
- BINUGBIS, Bureau intégré d'appui des Nations unies pour la consolidation de la paix en Guinée-Bissau
- UNOCA, Bureau des Nations unies pour l'Afrique centrale
- UNOWAS, Bureau des Nations unies pour l'Afrique de l'Ouest et le Sahel
- UNSMIL, Mission de soutien des Nations unies en Libye - (MANUL)
- UNSOM, Mission d'assistance des Nations unies en Somalie

En Asie :
- UNAMA, Mission d'assistance des Nations unies en Afghanistan - (MANUA)
- UNRCCA, Centre régional des Nations unies pour la diplomatie préventive en Asie centrale

Au Moyen-Orient :
- UNAMI, Mission d'assistance des Nations unies pour l'Irak - (MANUI)
- UNSCO, Bureau du coordinateur spécial des Nations unies pour le processus de paix au Moyen-Orient
- UNSCOL, Bureau du coordinateur spécial des Nations unies pour le Liban

En Amérique du Sud :
- Mission des Nations unies en Colombie

Ces opérations sur le terrain dirigées par le DPA sont dirigées par de hauts représentants du Secrétaire général et constituent une plate-forme avancée pour la diplomatie préventive et d'autres activités dans toute une série de disciplines, afin d'aider à prévenir et à résoudre les conflits ou à construire une paix durable dans les nations sortant de guerres civiles. Les bureaux de consolidation de la paix, actuellement actifs au Burundi, en Guinée-Bissau, en République centrafricaine et en Sierra Leone, ont pour objectif d'aider les nations à consolider la paix grâce à des stratégies globales de consolidation de la paix élaborées et mises en œuvre en coordination avec les acteurs nationaux et les organismes de développement et d'aide humanitaire des Nations unies sur le terrain. Les missions politiques font partie d'un continuum d'opérations de paix des Nations unies qui interviennent à différents stades du cycle des conflits. Dans certains cas, à la suite de la signature d'accords de paix, les missions politiques supervisées par le Département des affaires politiques pendant la phase des négociations de paix ont été remplacées par des missions de maintien de la paix. Dans d'autres cas, les opérations de maintien de la paix des Nations unies ont fait place à des missions politiques spéciales supervisant des activités de consolidation de la paix à plus long terme.
Missions de bons offices
En plus des missions sur le terrain actuellement sous sa supervision, le DAP fournit des conseils et un soutien aux envoyés et aux conseillers spéciaux du Secrétaire général en déplacement qui font appel à ses "bons offices" pour la résolution de conflits ou la mise en œuvre d'autres mandats de l'ONU. Il s'agit actuellement d'envoyés ou de conseillers spéciaux des Nations unies pour Chypre, le Yémen, la Syrie, le Sahara occidental, le Mozambique et le conflit de dénomination entre la Macédoine, la Grèce.
Mandats d'enquête et missions d'établissement des faits
La DPA a également contribué à la mise en place et au soutien de divers organes d'enquête et d'établissement des faits des Nations unies. Il s'agit notamment de la Commission internationale contre l'impunité au Guatemala (CICIG), de la Commission d'enquête des Nations unies sur l'assassinat de Benazir Bhutto, l'ancien Premier ministre du Pakistan, de la Commission internationale d'enquête sur les événements du 28 septembre 2009 en Guinée et de la Commission d'enquête internationale des Nations unies sur l'assassinat de l'ancien Premier ministre libanais Rafic Hariri